# Carme Parareda Sala
Carme Parareda Sala (Aiguafreda, Osona, 16 de juliol de 1970) és una atleta especialitzada en curses d'orientació, barranquista, escaladora, aventurera, i una enginyera catalana.

## Com a esportista
Com a esportista i amant dels esports d'aventura, Parareda ha destacat especialment en l'esport de les curses d'orientació, i també ha explorat el món del barranquisme. Des del 1991 fins al 2003 va participar en moltes curses d'orientació, un esport que exigeix tenir tant una bona forma física com molt sentit de l'orientació, en unes proves que poden durar des d'una hora fins a tot un cap de setmana recorrent 30 o 40 quilòmetres. Tant individualment com en equip, va vèncer diferents campionats tant de Catalunya com d'Espanya. Així, com a membre del Club Orientació Catalunya, es convertí en campiona d'Espanya de relleus el 1999 i el 2001, i de marató-O els anys 2001, 2002 i 2003, formant parella amb Belén Sánchez i amb Feli Silva. Vencé en el primer World Maraton Trophy d'orientació, celebrat a Lles de Cerdanya el 2001, formant equip amb Belén Sánchez. Del 1994 al 2003 ha ocupat diversos podis dels Campionats de Catalunya i d'Espanya així com del Trofeo Ibérico. A més, ha travessat l'Atlàntic a vela d'anada i tornada. La seva activitat en el món del barranquisme fou entre els anys 1992 i 1998, de la mà del centre excursionista Àliga de Barcelona en una època en què es començava l'exploració de barrancs, unia algunes de les seves passions, com la muntanya, l'aventura i els mapes. Anava pels Pirineus, pels Ports de Tortosa-Beseit, la Sierra Nevada, els Pics d'Europa i va obrir vies força difícils. També va fer escalada, per exemple el Pic Bolívar a Veneçuela. També va dur a terme una travessa en bicicleta per Mongòlia l’estiu del 2002, amb altres cinc persones i sense cap suport logístic, recorrent més de mil quilòmetres de desert i de muntanya en 22 dies.

## Com a enginyera

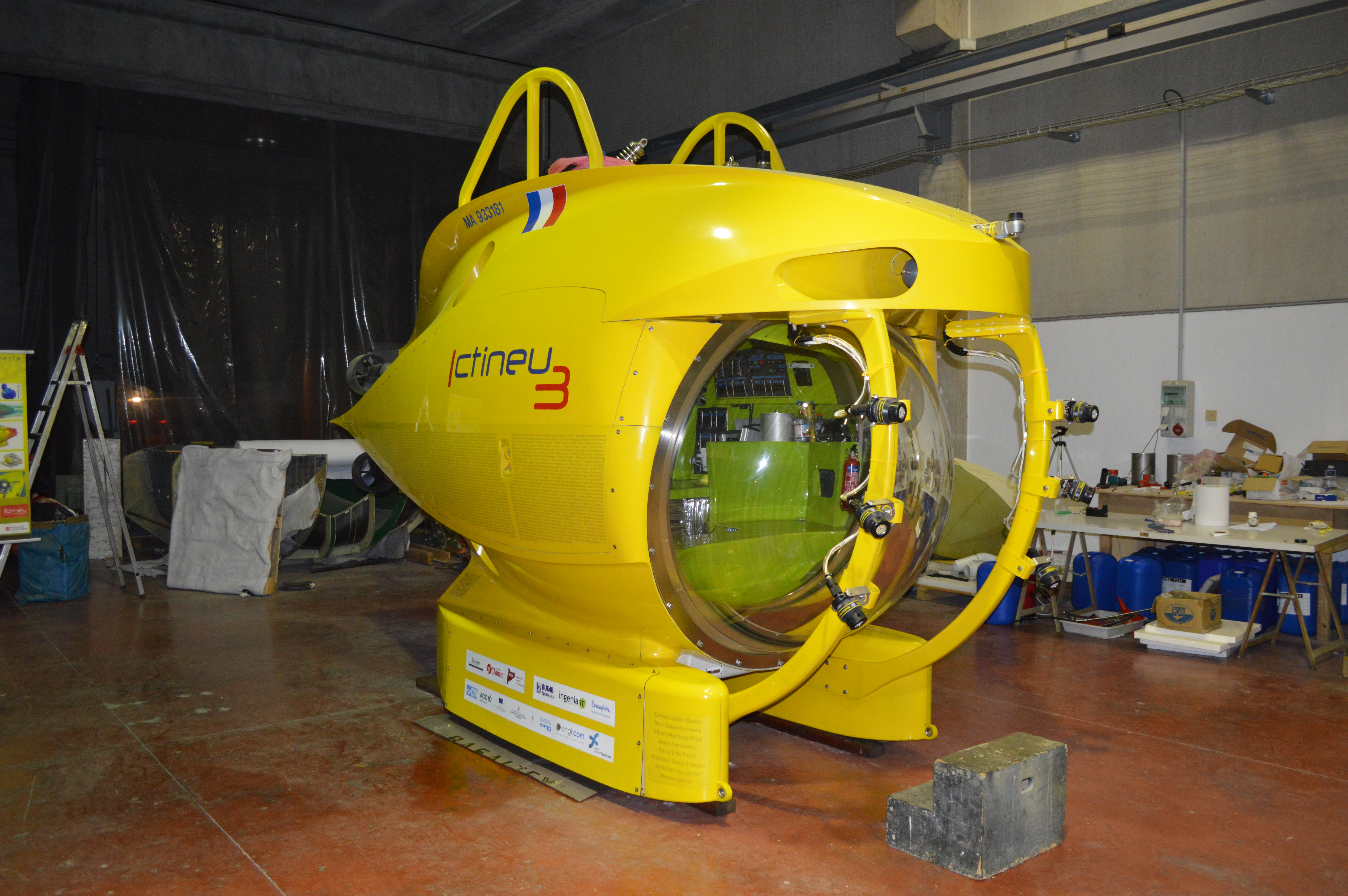
Fotografia del submarí científic Ictineu 3 a la nau industrial on s'allotja a Sant Feliu de Llobregat

En el seu vessant d'enginyera, Carme Parareda ha exercit com a enginyera topògrafa a l'Institut Cartogràfic i Geològic de Catalunya (ICC), i s'ha especialitzat en la tecnologia i els serveis en l'àmbit marítim. Així, s'incorporà a l'ICC el 1992, quan aquest organisme havia començat a treballar en GPS d'alta precisió amb una estació a l'Observatori de l'Ebre.
Juntament amb el també enginyer Pere Forés, fou impulsora i artífex del projecte per crear el submarí civil 'Ictineu 3', un submarí per a ús científic i tècnic, de disseny i construcció catalans, inspirat en els submarins Ictíneo I i Ictíneo II, creats per l'emprenedor figuerenc Narcís Monturiol i Estarriol en la segona meitat del segle xix. El nou submarí Ictineu 3, que és el submarí més innovador de la seva categoria, fou avarat a Barcelona el 2009, i amb el seu ús científic, pot baixar a 1.200 metres amb tres ocupants a bord. Entre altres actuacions, ha participat en una campanya al llac de Garda, al nord d'Itàlia, inspeccionant un vehicle amfibi nord-americà que s'hi va enfonsar el 1945 amb 26 militars a bord. Com a sòcia fundadora de l'empresa, al costat de Forès, i directora d'operacions, a més de ser pilot de submarí acreditada per l'entitat certificadora DNVGL, exerceix el rol de coordinadora de campanya, estant més sovint a dalt del vaixell de suport portant el control de superfície. El submarí, sempre que està en immersió ha de ser constantment monitorat. Parareda s'encarrega de la logística i dels temes cartogràfics. A sota l’aigua no hi arriba el GPS.
Carme Parareda és coautora, amb Pere Forés, del llibre L'Atlàntic a quatre mans: el viatge del Solstici (Barcelona: Noray, 2008), on es relata l'experiència dels autors a bord del veler Solstici, travessant l'Atlàntic.
El 26 de juny del 2009, Carme Parareda va participar al Parlament de Catalunya en un acte d'homentage a Narcís Monturiol amb motiu del 150è aniversari de l'avarada del submarí Ictineu I. L'acte d'homenatge va comptar amb l'assistència de més de 150 persones, entre elles representants polítics, institucionals, de les universitats i de l'àmbit cultural. La conferència va ser presidida per l'aleshores president del Parlament Ernest Benach i Pascual, el conseller de Cultura i Mitjans de Comunicació Joan Manel Tresserras, Carles Puig, la mateixa Carme Parareda i Sala, i Pere Forès i Malleu.